# Cheptigit
Cheptigit är en by i distriktet Uasin Gishu i provinsen Rift Valley i Kenya.